# Basilia peali
Basilia peali är en tvåvingeart som först beskrevs av Scott 1925.  Basilia peali ingår i släktet Basilia och familjen lusflugor. Inga underarter finns listade i Catalogue of Life.